# 1988년 하계 올림픽
1988년 하계 올림픽(영어: 1988 Summer Olympics, Games of the XXIV Olympiad)은 1988년 9월 17일부터 10월 2일의 16일 동안 대한민국의 서울에서 개최된 하계 올림픽이다. 코리아나가 부른 '손에 손 잡고'가 공식 주제곡이었으며, 한국어 버전과 영어 버전이 있다. 현재 1988년 하계 올림픽에 참가했던 나라들의 국기들은 올림픽공원에 게양되어 있다. 그리고 성화봉송은 1936년 베를린 올림픽 마라톤 금메달리스트 손기정 선수가 했다.
올림픽의 단순한 취지와 보통의 범주를 벗어나 냉전 종식의 밑거름이 되어 세계사의 흐름에 지대한 영향을 끼친 몇 안 되는 올림픽이다.

## 개최국 선정

### 유치 과정
1979년 9월 3일 국민체육진흥심의회에서 제24회 하계 올림픽의 서울 유치 계획을 의결하고, 9월 21일에는 당시 대통령이었던 박정희 전 대통령이 계획을 재가하였다. 10월 8일에는 서울 세종문화회관에서 내외신 기자회견을 열고, 제24회 하계 올림픽의 서울 유치계획을 정식 발표하였다.
1980년 12월 24일, IOC는 대한민국의 서울과 일본 나고야를 1988년 하계 올림픽의 후보 도시로 공식 선정하였다. 이듬해 1981년 9월 30일, 서독 바덴바덴에서 열린 제84차 국제 올림픽 위원회 총회에서 79명의 IOC 위원이 참여한 투표가 진행되었으며, 투표 결과 서울이 52표, 나고야 27표로 추가 투표 없이 1988년 하계 올림픽의 개최지가 서울로 결정되었다.

### 개최지 투표 과정
| 후보 도시 | NOC      | 투표 |
| 서울      | 대한민국 | 52   |
| 나고야    | 일본     | 27   |

## 대회 상징
1988년 하계 올림픽의 엠블럼은 대한민국의 전통적인 삼태극(빨간색, 파란색, 노란색) 문양을 모티브로 하여 디자인했으며 양승춘이 제작을 담당했다. 1988년 하계 올림의 마스코트는 상모를 쓴 아기 호랑이를 형상화한 호돌이이다.

## 경기장 및 시설
| - 주경기장 : 개/폐회식, 육상, 축구(준결승전, 동메달 결정전, 결승전) - 야구장 : 야구(시범종목) - 잠실제1수영장 : 다이빙, 수구(결승) - 잠실실내체육관 : 농구, 배구(남자 결승) - 잠실학생체육관 : 복싱 | - 몽촌토성 : 근대 5종 (육상) - 서울 올림픽 수영장 : 수영, 근대 5종 (수영) - 올림픽체조경기장 : 체조 - 올림픽펜싱경기장 : 펜싱 - 올림픽역도경기장 : 역도 - 올림픽사이클경기장 : 사이클 - 올림픽테니스경기장 : 테니스 | - 동대문운동장 : 축구 - 한양대학교 올림픽체육관 : 배구 (예선) - 새마을체육관 : 배구 (예선) - 장충체육관 : 유도, 태권도 (시범종목) - 서울대학교 체육관 : 탁구, 배드민턴 (전시종목) - 화랑양궁장 (육군사관학교) : 양궁 - 로얄볼링센터 : 볼링 (전시종목) - 태릉국제종합사격장 : 사격, 근대5종 (사격) | - 미사리조정카누경기장 (하남) : 조정, 카누 - 국군체육부대 상무체육관 (성남) : 레슬링 - 성남종합운동장 (성남) : 하키 - 수원실내체육관 (수원) : 핸드볼 - 수영만요트경기장 (부산) : 요트 - 서울승마공원 (과천) : 승마, 근대5종 (승마) | - 서울 : 서울올림픽주경기장, 동대문운동장 - 부산 : 구덕운동장 - 대구 : 대구시민운동장 - 광주 : 광주무등경기장 - 대전 : 한밭종합운동장 주경기장 |

### 선수촌/미디어촌
각국 선수단과 미디어관계자 숙소인 올림픽선수기자촌아파트는 서울특별시 송파구 양재대로 1218 (방이동 89)에 위치하고 있다.
1988년 6월 준공한 뒤 9월 3일에 개촌하였으며, 총 5,540세대, 총 122개동으로 되어있다. 1단지는 36개동, 2단지는 58개동, 3단지는 28개동으로 층수는 6~24층으로 구분되어 있다.

### 올림픽훼밀리타운
각국 선수단 가족 및 VIP들의 숙소인 올림픽훼밀리타운은 서울특별시 송파구 중대로 24 (문정동 150)에 위치하고 있다.
1988년 12월에 준공하였으며, 총 4,494세대, 총 56개동으로 되어있다. 1단지는 12개동, 2단지는 34개동, 3단지는 10개동으로 구성되어 있으며, 층수는 13~15층으로 구분되어 있고, 대우건설을 비롯한 럭키개발(현 GS건설), 선경건설(현 SK건설), 롯데건설, 태평양건설(현 한화건설) 등 5개 대형 건설사가 공동으로 참여했다.

### 메인 프레스센터
서울 올림픽에서 벌어지는 경기 결과는 물론 각종 올림픽 소식을 전하는 취재진의 작업 공간이며, 각국 올림픽 위원회(NOC)도 자국 선수들의 성적과 자국 문화를 홍보하는 장소이기도 한 메인 프레스센터는 삼성동 코엑스에 위치한다.

### 국제방송센터 (IBC)
전 세계 방송사들이 올림픽 소식을 접할 수 있는 국제방송센터(IBC)는 여의도 KBS 본사 신관에 위치한다.

## 참가국

### 공산권의 보이콧 문제
이전의 대회에서는 특정 참가국들의 불참 문제가 연달아 불거지던 상황이었다. 1976년 몬트리올 하계 올림픽에서는 아파르트헤이트라고 부르는 인종 차별 정책을 시행하고 있던 남아프리카 공화국과의 럭비 친선 경기를 가진 뉴질랜드의 대회 참가 문제를 놓고 아프리카 국가들이, 이후에 열린 1980년 모스크바 하계 올림픽과 1984년 로스앤젤레스 하계 올림픽에서는 소련의 아프가니스탄 침공을 놓고 각각 서방 진영과 공산 진영이 불참하면서 반쪽짜리 대회로 전락하고 말았다.
1988년 서울 하계 올림픽은 미국과 소련을 위시한 양대 진영의 냉전 구도가 극명하게 드러나는 '격전지' 중 하나인 대한민국에서 개최된다는 점에서 공산 진영의 참가 문제가 민감할 수밖에 없었다. 대한민국은 당시 공산 진영의 국가들과 외교 관계조차 수립하지 않은 상황이었고, 조선민주주의인민공화국은 이들 공산 국가들의 참가를 막기 위한 로비 활동을 하였다.
공산권 국가 중에서는 중화인민공화국이 1984년 7월에, 동독이 1985년 3월에 참가를 선언하였다.
- 중화인민공화국의 경우 당시 중소 분쟁으로 인해 소련에 기대지 않는 독자 노선을 걷고 있던 공산주의 국가였고, 이미 1984년 로스앤젤레스 하계 올림픽에 참가하는 등 올림픽 보이콧 행위에 비판적인 입장이었고, 한편으로는 1990년 아시안 게임 유치 문제 등을 의식해 1988년 서울 하계 올림픽 참가를 발표했다.
- 동독의 경우 1984년 로스앤젤레스 하계 올림픽 보이콧에 대한 자국 스포츠계 인사들의 반발이 워낙 거세서 2회 연속으로 올림픽을 보이콧할 수 없었기 때문에 소련과 협의하지 않고 독단적으로 1988년 서울 하계 올림픽 참가를 발표하였다.

그러나 공산권의 맹주였던 소련이 참가 여부를 밝히지 않은 상황에서는 다른 공산주의 국가나 그 외의 친소(親蘇) 공산주의 국가의 참가 역시 불투명했기 때문에, 김운용 당시 IOC 위원을 비롯한 여러 관계자들은 소련의 스포츠계 인사들을 설득하는데 주력하였다. 그리하여 마침내 소련의 참가 선언을 이끌어 냈고, 헝가리, 폴란드 등의 동구권 국가들도 참가하였다.
그 외의 몽골 인민공화국·라오스·베트남 등의 아시아 공산 국가와 용공 성향의 아프리카 국가들도 참가하면서 12년 만에 동서 양 진영 거의 대부분 국가가 참가하면서 참가국 수는 사상 최대인 160개국에 이르렀으며, 반쪽 대회로 전락한 지난 2개 대회를 극복하게 되었다.
그러나 조선민주주의인민공화국과 일부 국가들이 참가하지 않아 IOC 전 회원국 참가라는 목표는 이루지 못했다. 대회 조직위원회는 조선민주주의인민공화국에 대해서 끝까지 문호를 개방했고 참가를 유도하기 위한 노력을 기울였다. 조선민주주의인민공화국은 1988년 서울 하계 올림픽의 남북한 공동 개최를 요구했지만 받아들여지지 않자 끝내 대회를 불참하였다. 이에 조선민주주의인민공화국에 우호적인 공산주의 국가였던 쿠바, 에티오피아, 세이셸이 동참하면서 보이콧했다. 고립 성향의 공산주의 국가였던 알바니아 역시 불참하면서 알바니아는 4회 연속으로 하계 올림픽에 불참했다. 니카라과는 대한민국의 수교국이었으나 선수단 구성과 재정 문제를 이유로 참가하지 못했다. 결국 당시 IOC 회원국 중 7개 국가가 불참하였다. 마다가스카르는 대회 참가를 선언했지만 막판에 재정 문제를 이유로 취소했다.

### 참가국 목록
아루바, 아메리칸사모아, 브루나이, 쿡 제도, 괌, 몰디브, 세인트빈센트 그레나딘, 남예멘, 바누아투 9개국이 처음으로 하계 올림픽에 참가했다. 1988년 하계 올림픽에는 선수 없이 임원 1명만 파견한 브루나이를 포함하여 총 160개 국가가 참가하였다.
다음 국가들의 순서는 개막식에서 있었던 선수단 입장 순서를 따른 것이며, 괄호 안은 각국 선수단의 인원 수이다. 국가 명칭은 개막식 당시를 기준으로 표기하였다.
참가국
- 참가국
- 참가 선수

| 참가국 및 인원 목록 |
| --- |
| - 그리스 (58) - 가나 (18) - 가봉 (3) - 가이아나 (8) - 감비아 (7) - 과테말라 (30) - 괌 (20) - 그레나다 (6) - 기니 (8) - 적도 기니 (6) - 나이지리아 (76) - 네덜란드 (192) - 네팔 (18) - 노르웨이 (79) - 파푸아뉴기니 (뉴기니) (12) - 뉴질랜드 (93) - 니제르 (8) - 덴마크 (92) - 도미니카 공화국 (16) - 독일 민주 공화국 (동독) (291) - 독일 연방 공화국 (서독) (404) - 라오스 (3) - 라이베리아 (8) - 레바논 (8) - 레소토 (6) - 루마니아 (64) - 룩셈부르크 (8) - 르완다 (6) - 리비아 (6) - 리히텐슈타인 (12) - 말라위 (17) - 말레이시아 (13) - 말리 (6) - 멕시코 (91) - 모나코 (9) - 모로코 (27) - 모리셔스 (8) - 모리타니 (6) - 모잠비크 (6) - 몰디브 (7) - 몰타 (9) - 몽고 (몽골) (28) - 미국 (615) - 바누아투 (6) - 바레인 (11) - 바베이도스 (17) - 바하마 (17) - 방글라데시 (6) - 버마 (2) - 버뮤다 (13) - 버진 제도 (미국령 버진아일랜드) (26) - 영국령 버진 제도 (영국령 버진아일랜드) (3) - 베냉 (7) - 베네수엘라 (18) - 베트남 (10) - 벨기에 (65) - 벨리즈 (10) - 보츠와나 (8) - 볼리비아 (7) - 부르키나파소 (6) - 부탄 (3) - 불가리아 (186) - 브라질 (171) - 브루나이 (0) - 미국령 사모아 (아메리칸사모아) (6) - 서사모아 (11) - 사우디아라비아 (14) - 사이프러스 (키프로스) (9) - 산마리노 (11) - 엘살바도르 (6) - 세네갈 (22) - 세인트빈센트 그레나딘 (6) - 소련 (514) - 소말리아 (7) - 솔로몬 제도 (7) - 수단 (8) - 수리남 (6) - 스리랑카 (6) - 스와질란드 (11) - 스웨덴 (205) - 스위스 (109) - 시리아 (16) - 시에라리온 (15) - 싱가포르 (8) - 아랍에미리트 (12) - 아루바 (8) - 아르헨티나 (125) - 아이슬란드 (32) - 아이티 (4) - 아일랜드 (65) - 아프가니스탄 (5) - 안도라 (3) - 안티과 (앤티가 바부다) (16) - 네덜란드령 안틸레스 (3) - 알제리 (46) - 앙골라 (29) - 에스파냐 (스페인) (269) - 에콰도르 (26) - 영국 (369) - 예멘 민주 공화국 (남예멘) (8) - 예멘 아랍 공화국 (북예멘) (11) - 오만 (13) - 오스트레일리아 (295) - 오스트리아 (88) - 온두라스 (7) - 요르단 (9) - 우간다 (25) - 우루과이 (14) - 유고슬라비아 (157) - 이라크 (31) - 이집트 (54) - 이탈리아 (286) - 인도 (46) - 이란 (27) - 인도네시아 (31) - 일본 (289) - 이스라엘 (19) - 자메이카 (35) - 자이르 (15) - 잠비아 (31) - 중앙아프리카 (중앙아프리카 공화국) (16) - 중화인민공화국 (293) - 지부티 (7) - 짐바브웨 (31) - 차드 (6) - 체코슬로바키아 (171) - 칠레 (18) - 카메룬 (15) - 카타르 (12) - 캐나다 (379) - 케냐 (76) - 케이맨 제도 (8) - 코스타리카 (16) - 코트디부아르 (32) - 콜롬비아 (43) - 콩고 (콩고 공화국) (9) - 쿠웨이트 (31) - 쿡 제도 (6) - 차이니스 타이페이 (중화 타이베이) (90) - 타이 (태국) (16) - 탄자니아 (10) - 터키 (튀르키예) (50) - 토고 (6) - 통가 (6) - 튀니지 (41) - 트리니다드 토바고 (6) - 파나마 (6) - 파라과이 (10) - 파키스탄 (31) - 페루 (22) - 포르투갈 (68) - 폴란드 (152) - 푸에르토리코 (70) - 프랑스 (309) - 피지 (24) - 핀란드 (79) - 필리핀 (33) - 헝가리 (203) - 홍콩 (49) - 대한민국 (467) (개최국) |

## 경기 종목
1988년 하계 올림픽의 경기 종목은 40개 종목 240개 세부종목으로 집계되었다. 탁구가 처음으로 올림픽 정식종목이 되었고, 테니스는 1924년 대회 이후 64년 만에 올림픽 정식종목이 되었다. 이밖에 시범종목으로 태권도, 야구가 채택되고, 배드민턴, 볼링이 전시종목으로 채택되었다.
승마 경기의 경우, 영국 등의 국가에서는 올림픽에 출전하게 되는 값비싼 말을 한국에 출전시켰다가 전염병에라도 감염될 경우 본국으로 가져갈 수 없는 문제가 있어 한국에서 개최되는 올림픽 종목 중 마사경기를 할 수 있겠는가라는 문제가 제기되어, 한국의 수의사와 검역관들을 해외에 파견연수를 실시하였다. 과천에 있는 한국마사회로 하여금 새로운 올림픽 경주마 경기장을 마련하는 한편, '말수입 위생 조건'을 농림수산부(현 농림축산식품부)에서 고시하여 완벽한 말 수입시의 위생과 검역조건을 갖추게 된 것은 대한민국의 가축방역을 한 단계 발전시키는 계기가 되었다.

### 정식 종목
| - 육상 - 수영 - 다이빙 - 싱크로나이즈 - 수구 - 축구 - 테니스 - 조정 - 하키 - 복싱 |  | - 배구 - 체조 - 체조 - 리듬체조 - 레슬링 - 요트 - 역도 - 핸드볼 - 사이클 - 탁구 - 농구 |  | - 승마 - 펜싱 - 유도 (여성 유도는 시범경기) - 사격 - 소총 사격 - 클레이 사격 - 근대5종 - 카누 - 양궁 |

### 시범 종목
| - 야구 (시범경기) - 태권도 (시범경기) - 배드민턴 (전시경기) |  | - 볼링 (전시경기) - 휠체어 레이싱 (전시경기) |

## 대회 일정
| ● | 개회식 |  | 예선 경기 | 1 | 결선 경기 (금메달 수) | ● | 폐회식 |

| 1988년 9월 / 10월 | 17일 토 | 18일 일 | 19일 월 | 20일 화 | 21일 금 | 22일 목 | 23일 금 | 24일 토 | 25일 일 | 26일 월 | 27일 화 | 28일 금 | 29일 목 | 30일 금 | 1일 토 | 2일 일 |
| ----------------- | ------- | ------- | ------- | ------- | ------- | ------- | ------- | ------- | ------- | ------- | ------- | ------- | ------- | ------- | ------ | ------ |
| 양궁              |         |         |         |         |         |         |         |         |         |         |         |         |         | 2       | 2      |        |
| 육상              |         |         |         |         |         |         | 3       | 3       | 5       | 8       |         | 5       | 4       | 4       | 9      | 1      |
| 농구              |         |         |         |         |         |         |         |         |         |         |         |         | 1       | 1       |        |        |
| 복싱              |         |         |         |         |         |         |         |         |         |         |         |         |         |         | 6      | 6      |
| 카누              |         |         |         |         |         |         |         |         |         |         |         |         |         | 6       | 6      |        |
| 사이클            |         | 1       |         | 1       |         | 1       |         | 4       |         | 1       | 1       |         |         |         |        |        |
| 다이빙            |         | 1       |         | 1       |         |         |         |         | 1       |         | 1       |         |         |         |        |        |
| 승마              |         |         |         |         |         | 2       |         |         | 1       |         | 2       | 1       |         |         |        | 1      |
| 펜싱              |         |         |         |         | 1       | 1       | 1       | 1       |         |         | 1       | 1       | 1       | 1       |        |        |
| 하키              |         |         |         |         |         |         |         |         |         |         |         |         |         | 1       | 1      |        |
| 축구              |         |         |         |         |         |         |         |         |         |         |         |         |         |         | 1      |        |
| 체조              |         |         |         | 1       | 1       | 1       | 1       | 6       | 4       |         |         |         |         | 1       |        |        |
| 핸드볼            |         |         |         |         |         |         |         |         |         |         |         |         |         | 1       | 1      |        |
| 유도              |         |         |         |         |         |         |         |         | 1       | 1       | 1       | 1       | 1       | 1       | 1      |        |
| 근대5종           |         |         |         |         |         | 2       |         |         |         |         |         |         |         |         |        |        |
| 조정              |         |         |         |         |         |         |         | 7       | 7       |         |         |         |         |         |        |        |
| 요트              |         |         |         |         |         |         |         |         |         |         | 8       |         |         |         |        |        |
| 사격              |         | 2       | 2       | 2       | 2       | 1       | 2       | 2       |         |         |         |         |         |         |        |        |
| 수영              |         |         | 4       |         | 5       | 5       | 5       | 6       | 6       |         |         |         |         |         |        |        |
| 싱크로나이즈      |         |         |         |         |         |         |         |         |         |         |         |         |         | 1       | 1      |        |
| 탁구              |         |         |         |         |         |         |         |         |         |         |         |         |         | 2       | 2      |        |
| 테니스            |         |         |         |         |         |         |         |         |         |         |         |         |         | 2       | 2      |        |
| 배구              |         |         |         |         |         |         |         |         |         |         |         |         | 1       |         |        | 1      |
| 수구              |         |         |         |         |         |         |         |         |         |         |         |         |         |         | 1      |        |
| 역도              |         | 1       | 1       | 1       | 1       | 1       |         | 1       | 1       | 1       | 1       | 1       |         |         |        |        |
| 레슬링            |         |         |         | 3       | 4       | 3       |         |         |         |         |         |         | 3       | 3       | 4      |        |
| 개/폐회식         |         |         |         |         |         |         |         |         |         |         |         |         |         |         |        |        |
| 1988년 9월 / 10월 | 17일 토 | 18일 일 | 19일 월 | 20일 화 | 21일 금 | 22일 목 | 23일 금 | 24일 토 | 25일 일 | 26일 월 | 27일 화 | 28일 금 | 29일 목 | 30일 금 | 1일 토 | 2일 일 |

## 메달 집계

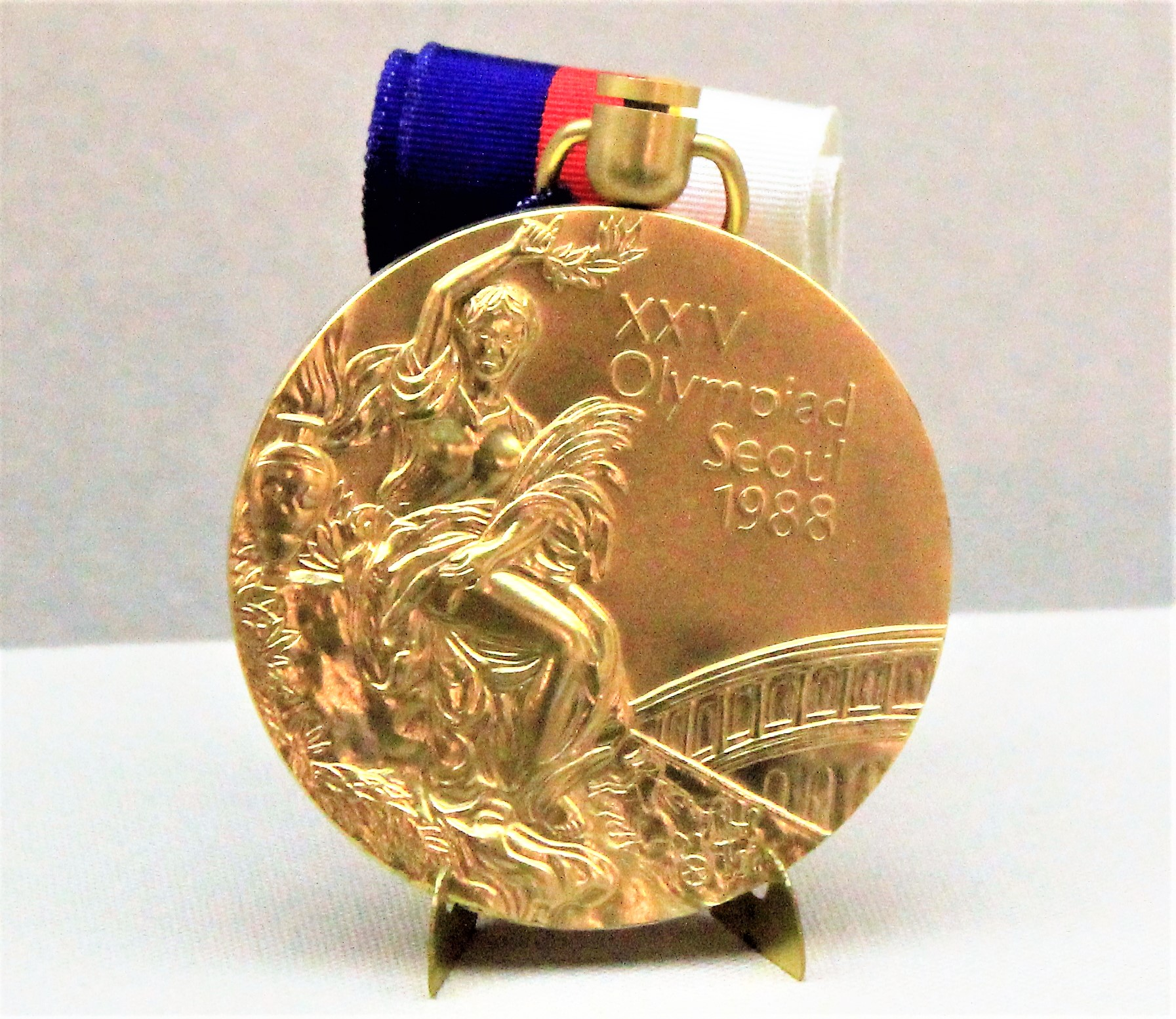
1988 서울 올림픽의 금메달.

주최국 (대한민국)
| 순위 | 국가           | 금메달 | 은메달 | 동메달 | 합계 |
| ---- | -------------- | ------ | ------ | ------ | ---- |
| 1    | 소련 (URS)     | 55     | 31     | 46     | 132  |
| 2    | 동독 (GDR)     | 37     | 35     | 30     | 102  |
| 3    | 미국 (USA)     | 36     | 31     | 27     | 94   |
| 4    | 대한민국 (KOR) | 12     | 10     | 11     | 33   |
| 5    | 서독 (FRG)     | 11     | 14     | 15     | 40   |
| 6    | 헝가리 (HUN)   | 11     | 6      | 6      | 23   |
| 7    | 불가리아 (BUL) | 10     | 12     | 13     | 35   |
| 8    | 루마니아 (ROU) | 7      | 11     | 6      | 24   |
| 9    | 프랑스 (FRA)   | 6      | 4      | 6      | 16   |
| 10   | 이탈리아 (ITA) | 6      | 4      | 4      | 14   |

## 대회 진행

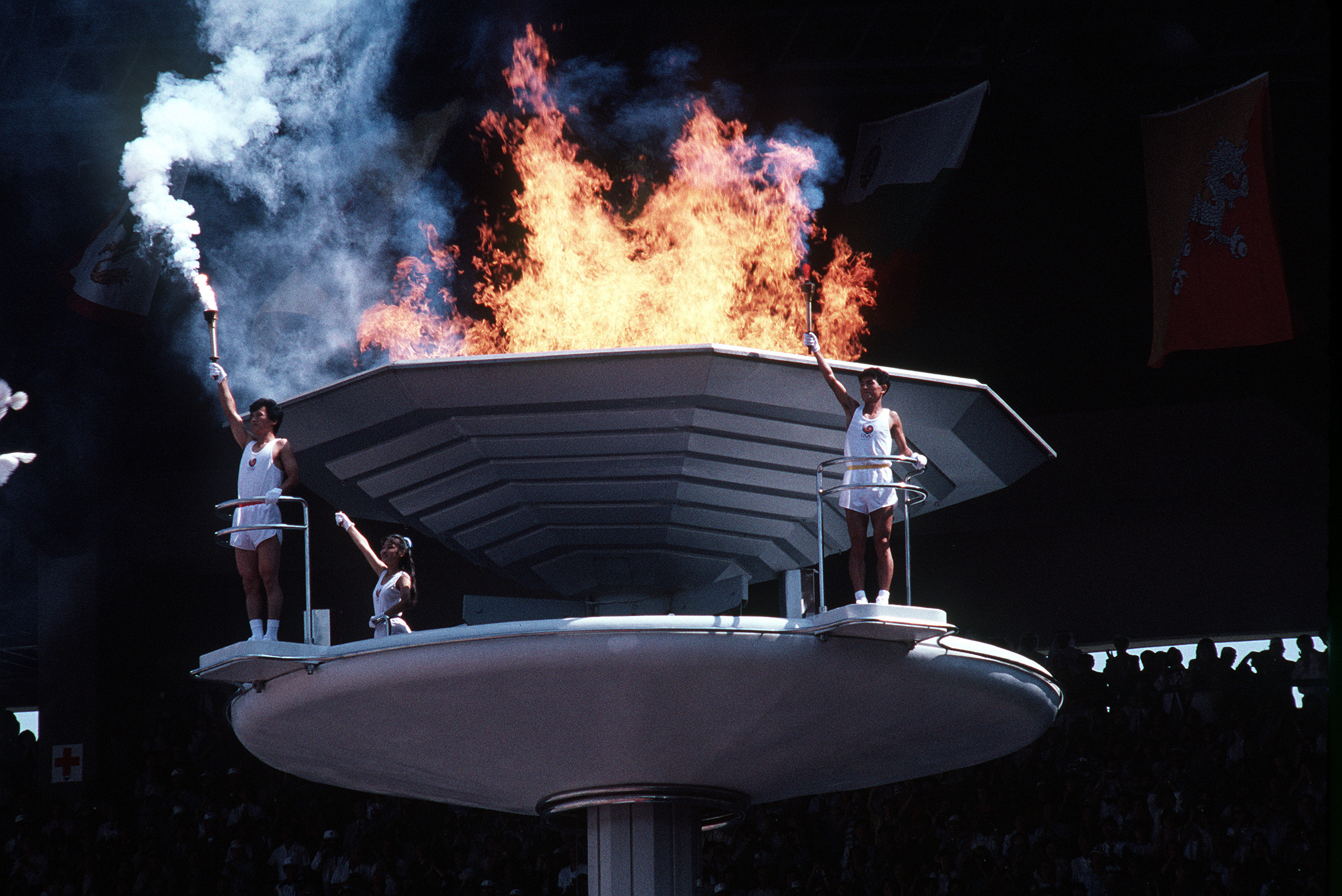
개막식 당시 성화 점화 모습

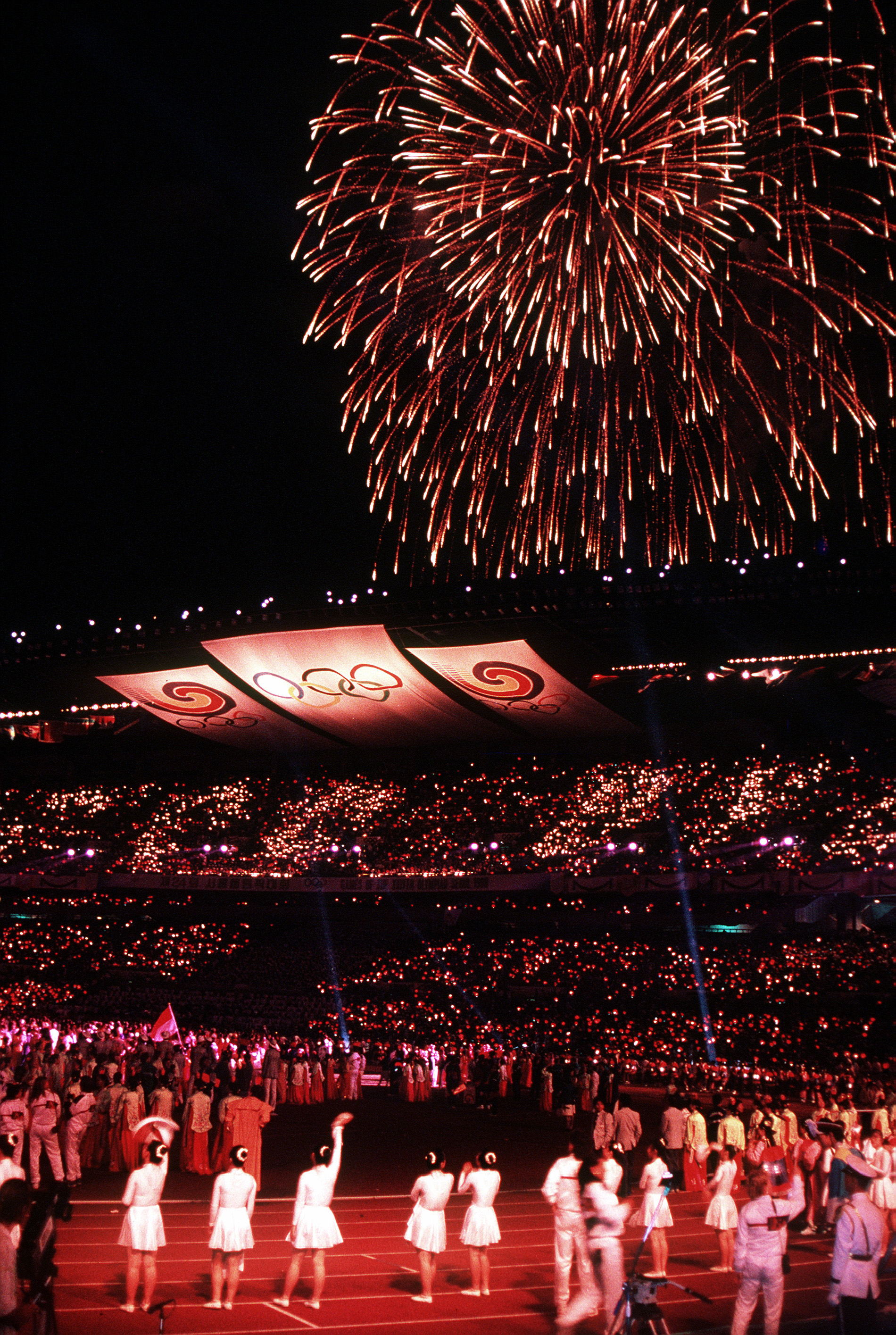
폐막식 때 있었던 불꽃놀이

### 개막식과 폐막식
- 1936년 하계 올림픽 당시 마라톤 금메달리스트였던 손기정이 성화 봉송 최종 주자로 나서서 전 세계인의 이목을 집중시켰다.[7]
- 대한민국 정부는 개막일인 1988년 9월 17일을 임시 공휴일로 지정하였다.
- 개막식 행사에서 윤태웅 군(1981년생, 당시 초등학교 1학년)이 홀로 굴렁쇠를 굴리며 주 경기장 한가운데로 들어오는 퍼포먼스가 있었다. 약 2분 동안 경기장에는 이명 소리만이 들리는 가운데 경기장 한가운데 도착한 소년이 관중들에게 손을 흔들었던 이 퍼포먼스는, 당시 전 세계에 가난과 전쟁 이미지가 각인되었던 한국에 평화의 이미지를 부각시키고 동서양의 화합과 평화를 소망하는 의미에서 기획된 퍼포먼스였다. 이 굴렁쇠 퍼포먼스는 88서울올림픽을 주관하던 이어령 교수가 낸 아이디어이다. 한편 이 소년은 올림픽 개최가 확정된 날에 태어났다.
- 개회식과 폐막식 당시 시청률은 85.3%와 76.2%라는 조사 결과가 나왔다.[8]

### 경기 진행과 결과
- 미국의 매트 비온디가 수영에서 금메달 5관왕이 되었다.
- 오스트레일리아의 덩컨 암스트롱이 자유형 200m에서 비온디를 물리치고 우승했다.
- 동독의 크리스틴 오토는 여자 수영에서 6개의 금메달을 획득하여 한 대회에서 가장 많은 금메달을 딴 여자선수가 되었다.
- 서독의 슈테피 그라프는 여자 테니스에서 단식 금메달을 획득하여, 남녀 통틀어 최초로 4대 메이저 대회와 올림픽 단식 등 5개 대회를 모두 우승하는 골든 슬램을 달성하였다. 특히 슈테피 그라프의 골든 슬램은 1988년 한 해에 달성되었는데 2012년까지도 한 해에 골든 슬램을 완성한 선수는 더 이상 나오지 않았다(여러 해에 걸쳐 골든 슬램을 이룬 선수를 포함하면 남자 2명, 여자 1명이 더 있다).
- 동독의 크리스티나 루딩-로텐부르거는 지난 1988년 동계 올림픽에서 금메달을 딴 데 이어, 그 해 하계올림픽에서도 은메달을 따 동하계 올림픽에서 모두 메달을 딴 최초의 여자 선수가 되었다.
- 수리남의 안토니 네스티는 수영 남자 100m 접영에서 금메달을 획득하였다. 이는 흑인 수영선수 최초로 획득한 올림픽 금메달이었으며, 수리남의 올림픽 역사상 처음으로 획득한 금메달이었다.
- 체조에서 소련의 블라디미르 아르테모프는 금메달 4개를 획득하였으며, 루마니아의 다니엘라 실리바스는 금메달 3개를 획득하였다.

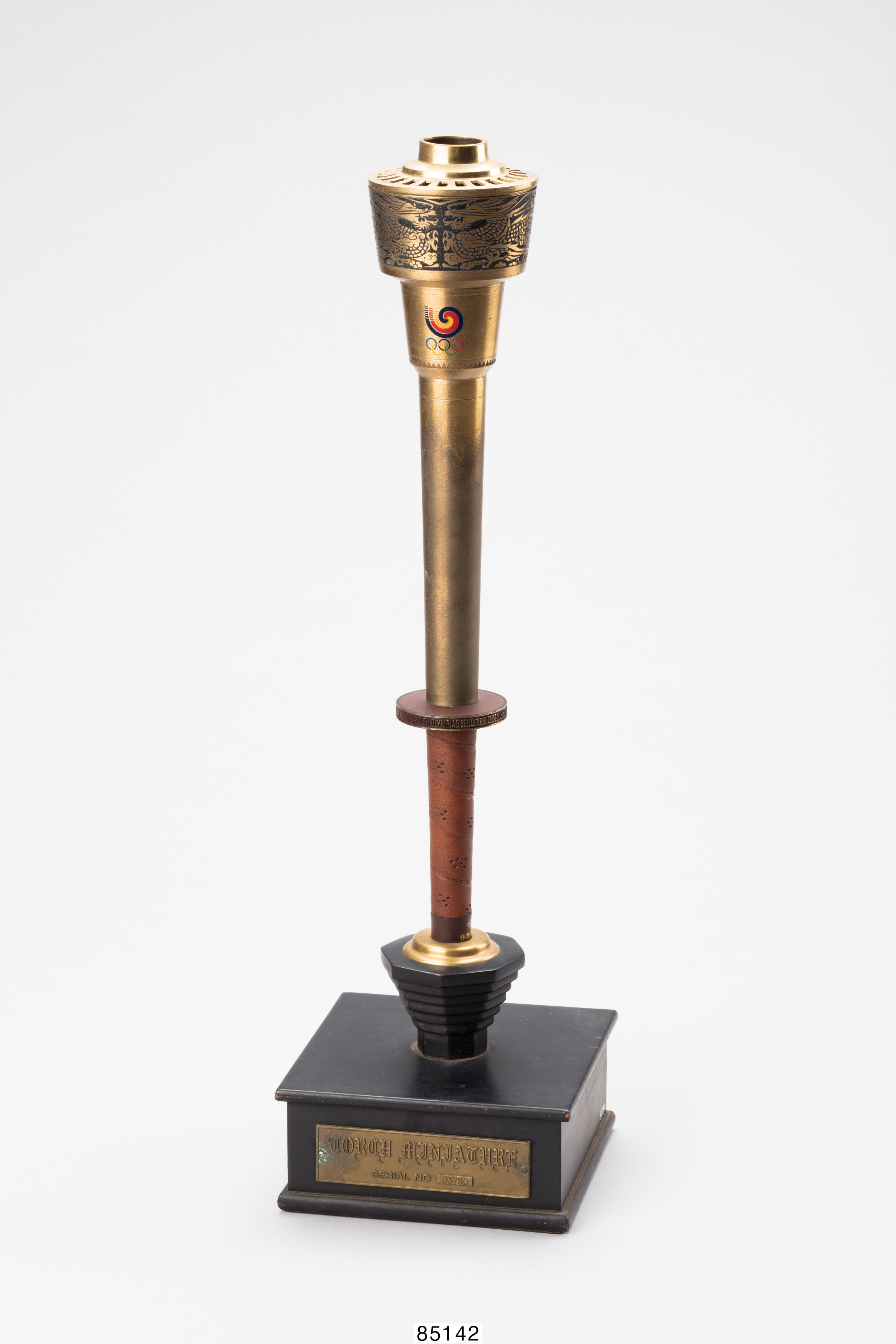
1988년 하계 올림픽 성화봉

### 오심 및 경기 부정행위, 도핑
- 남자 육상 100m 결승 경기에서 캐나다의 벤 존슨 선수는 세계 신기록을 수립하면서 금메달을 거머쥐었다. 하지만, 3일 후 도핑 테스트 결과 금지 약물인 순발력 강화제 단백동화 스테로이드를 복용한 것이 들통나는 바람에, 그의 우승은 삼일천하로 막을 내리고, 금메달이 박탈된 것은 물론, 그동안 달성했던 세계 신기록도 모두 무효가 되고 말았다. 대신 준우승을 차지했던 미국의 칼 루이스가 본 종목 우승자로 등극하여 지난 1984년 LA대회에 이어 이 종목에서 처음으로 2연패를 달성하게 되었다.
- 복싱 미들급 금메달리스트였던 한국 박시헌의 결승전은 많은 논란을 불러왔다. 상대였던 미국선수가 누가봐도 긴 리치와 빠른 스피드로 경기 내내 박시헌 선수를 압도 하였으나 결과는 박시헌 선수의 승리였다. 모로코와 우루과이의 부심은 박시헌 승리, 소련과 헝가리의 부심은 존스의 승리, 우간다의 부심이 동점이지만 박시헌의 우세로 판정하였다. 이 판정은 올림픽 복싱 역사상 최악의 편파 판정 중에 하나로 꼽힌다. 박시헌 선수도 다소 당황해했으며 마음놓고 기뻐하지도 못했다고 한다. 당시 그 미국 선수는 프로로 전향해서도 끊임없이 이의를 제기 했으나 메달이 바뀌지는 않았고, 후에 그는 1990년대 초특급 스타가 된다. 그 선수가 바로 로이 존스 주니어.

### 관련 논란
- 미국의 그레그 루가니스는 남자 다이빙 경기에서 뒤로 2회전 돌기를 하다가 스프링보드에 머리를 부딪혀 피를 흘리는 사고를 당하고도 전 대회에 이어 남자 다이빙의 2종목에서 모두 금메달을 획득하는 투혼을 발휘하여 감동을 주었다. 그러나 훗날 루가니스는 자신이 에이즈에 걸렸음을 고백하여, 에이즈 보균자의 피가 수영장 같은 공공장소에서 다른 사람들에게 에이즈를 전염시키는지에 대한 논란이 생겼다.

### 1988년 하계 올림픽과 대한민국
- 한강의 기적으로 대변되는, 대한민국의 발전상을 가장 잘 상징하는 행사로 널리 알려져 있다.
- 그 동안 대한민국과 교류가 없던 공산 국가와의 관계가 이 대회로 인해 급속도로 개선되었다. 특히 동유럽 공산 국가들은 조선민주주의인민공화국의 악의적인 선전에 의해 대한민국을 자국보다 더 열악한 최빈국으로 알고 있었지만 이 대회를 통해 대한민국의 발전된 모습을 직접 보면서 충격을 받았고, 이후 헝가리와 폴란드 등의 여러 나라가 대한민국과 공식 외교 관계를 수립하게 되었다.[9]
- 대회 개최 30년 후인 2018년, 대한민국은 강원도 평창군에서 2018년 동계 올림픽을 개최하게 되었으며 문재인 대통령이 개회를 선언하였고, 관련 상징물이나 행사 등에서 1988년 하계 올림픽의 연장선상에서의 언급이 많았다.

### 기타
- 소련과 동독 및 서독, 북예멘과 남예멘은 각각 소비에트 사회주의 공화국 연방과 독일 민주 공화국 및 독일 연방 공화국, 예멘 아랍 공화국과 예멘 민주 공화국이라는 국호를 사용한 마지막 올림픽으로 기록되었다. 이 국가들은 바르셀로나 올림픽 이전에 모두 사라졌다. 바르셀로나 올림픽 때 소련에서 독립한 국가들은 독립국가연합이라는 이름으로 참가하였다가 애틀랜타 올림픽부터 각자 참가하게 되었으며 동독과 서독, 북예멘과 남예멘은 1990년 동서 및 남북 통일화로 독일 연방 공화국과 예멘 공화국이라는 단일 국호 아래 통일 국가 자격으로 참가하게 되었다.
- 세계 최초로 HDTV로 방송된 올림픽이다. NHK가 시험용으로 방송한 것이 그것. NHK의 기술 연표에도 나와있다.
- 대회 기간에 한국의 명절인 추석 연휴가 끼어있었다.
- 서울 올림픽 덕분에 1987년 6월 민주 항쟁을 통해 6.29 선언을 이끌어 낼수 있었다. 왜냐하면 세계적인 축제가 1년 앞둔 상태에서 민주항쟁을 군사력을 동원하여 탄압하면 국제사회로부터 대한민국에 대한 규탄과 대회 보이콧으로 이어질 수 있기 때문에 이러지도 저러지도 못하고 결국 6·29 선언을 하면서 민주화를 이룰 수 있었다.
- 일본은 대회 개막 후 이틀 만인 9월 19일에 쇼와 천황이 위독하여 자숙 분위기가 이어지면서 바로 옆 나라에서 열린 대회였음에도 흥행하지 못했다.

## 방송
- 대한민국 - 한국방송공사, 문화방송
- 일본 - 재팬 컨소시엄
- 중화인민공화국 - CCTV
- 영국 - BBC, ITV, 채널 4
- 프랑스 - 프랑스 2
- 독일 - ZDF, ARD
- 스페인 - 텔레비시온 에스파뇰라
- 이탈리아 - 이탈리아 방송 협회
- 덴마크 - 덴마크 방송 협회
- 오스트레일리아 - 오스트레일리아 방송 협회
- 미국 - NBC
- 캐나다 - 캐나다 방송 협회
- 멕시코 - 텔레비사
- 브라질 - TV 글로부

## 같이 보기
- 2018년 동계 올림픽